# L'Alfiere (miniserie televisiva)
L'Alfiere è una miniserie televisiva diretta da Anton Giulio Majano, prodotto dalla Rai e trasmessa nel 1956.

## Trama
Protagonista dell'opera è Pino Lancia, alfiere dei Cacciatori dell'esercito delle Due Sicilie di origine lucana, che tenterà invano di difendere il suo regno sull'orlo della sconfitta. 

## Produzione
La serie è basata sull'omonimo romanzo di Carlo Alianello, in cui si narra la conquista del Sud a opera delle forze garibaldine nel 1860, vista dalla parte dell'esercito borbonico sconfitto.
Parte delle riprese si sono svolte a Matera e il Parco della Murgia Materana.